# 劉惜芬
劉惜芬（1924年8月29日—1949年10月16日）是一位中國共產黨地下工作者和共產黨員。

## 生平
為醫院護士，按照中共廈門工委領導安排傳遞相關中國國民黨情報。 1949年9月19日，劉惜芬被國民黨逮捕。
但是，他们失败了。在被捕的几个月里，刘惜芬先后经受了包括吊飞机、皮鞭抽、坐老虎凳、灌辣椒水、钢针刺指尖、烙铁烫乳房在内的种种酷刑。
1949年10月16日，劉惜芬被絞死，時年25歲。